# اسکسویل (میشیگان)
اسکسویل، میشیگان (به انگلیسی: Essexville, Michigan) یک شهر در ایالات متحده آمریکا با جمعیت ۳٬۴۷۸ نفر است که در میشیگان واقع شده‌است.

## موقعیت جغرافیایی
موقعیت جغرافیایی شهرها و مناطق اطراف به شرح زیر است: